# Adriana Lestido
Adriana Lestido née en 1955 à Buenos Aires, est une photographe de nationalité argentine. Elle vit entre Buenos Aires et Mar de las Pampas (es). Elle documente les oppressions des femmes.

## Biographie
Adriana Lestido est née en 1955 à Buenos Aires. En 1979, elle étudie la photographie à l’École des arts photographiques et des techniques audiovisuelles d’Avellaneda. De 1980 à 1995, elle est photojournaliste pour les quotidiens La Voz del Interior (es) et Página/12. Elle documente la dictature. Elle photographie les manifestantes de la Place de Mai.
La photographie lui permet d’interroger  et de documenter le quotidien des femmes dans la société. Ses photographies en noir et blanc montrent les oppressions et les discriminations à l'encontre des femmes. Elle réalise des séries au long cours. Elle tisse des liens de confiance avec les personnes.
En 1991, elle reçoit une bourse de la Fondation Hasselblad pour photographier les femmes incarcérées avec leur enfant à la prison de Los Hornos à La Plata, en Argentine. Elle consacre un an à ce reportage. Elle produit la série Mujeres Presas.
En 1995, elle décide de se consacrer entièrement à ses projets photographiques. Elle se lance dans le projet Madres e hijas. Elle suit pendant trois ans, quatre femmes avec ses filles de divers âges Les images de ce projet ont été publiées en un fotolibro du même nom en 1999.
Depuis 1995, elle anime des ateliers photographiques, auprès des femmes à la prison d'Ezeiza.
En 2006, le travail d'Adriana Lestido fait l'objet d'une exposition monographique au Centre national de la photographie à Paris. En 2010, la Casa de América de Madrid lui consacre une rétrospective intitulée Amores difíciles. En 2013, le Museo Nacional de Bellas Artes de Buenos Aires présente trente ans de productions photographiques.
En 2017, elle se rend en Antarctique à la recherche du blanc absolu. C'est le noir et le gris qu'elle trouve. Elle produit la série Antártida negra.

## Séries photographiques
- Madre e hija de Plaza de Mayo, 1982[7]
- Hospital infanto-juvenil, 1986-1988[5]
- Madres adolescentes, 1988-1990
- Mujeres presas, 1991-1993
- Madres e hijas, 1995-1998
- El amor, 1992-2005
- Villa Gesell, 2005
- Interior, 2010
- La obra 2011
- Lo que se ve, 2012
- Antártida negra, 2017

## Rétrospectives
- Amores difíciles, la Casa de América, Madrid, 2010
- Lo que se ve. Fotografías 1979-2007, Centre Culturel Recoleta, Buenos Aires, 2008

## Prix
- bourse Guggenheim, 1995
- prix Hasselblad, 1991
- prix Mother Jones, 1997
- prix Konex, 2002
- Grand Prix, Salon national de la photographie, 2009
- Lifetime Achievement Award, Association argentine des critiques d'art, 2009
- prix Académie nationale des beaux-arts, 2021
- Konex Platino, 2022[8]